# Église Saint-Eugène de Saint-Eugène
L'église Saint-Eugène est une église située à Saint-Eugène, en France.

## Description
L'église Saint-Eugène date des XIIe siècle et XIIIe siècle, ses peintures sous voûtes des XVe siècle et XVIe siècle représentent les évangélistes, et son riche portail finement sculpté représente le jugement dernier.
Le porche de l'église est anormalement bas : à la suite d'une coulée de boue, le sol de l'église et de la place ont été rehaussés de 1,20 mètre ; le pavage en carreaux vernissés d'origine a été recouvert. Le collatéral sud du transept a été emporté par cette coulée de boue et les passages depuis la nef ont été rebouchés. Les sculptures des piliers sont encore visibles à l'intérieur et à l'extérieur du bâtiment.

## Localisation
L'église est située sur la commune de Saint-Eugène, dans le département de l'Aisne.

## Historique
Le monument est classé au titre des monuments historiques en 1990.

## Galerie

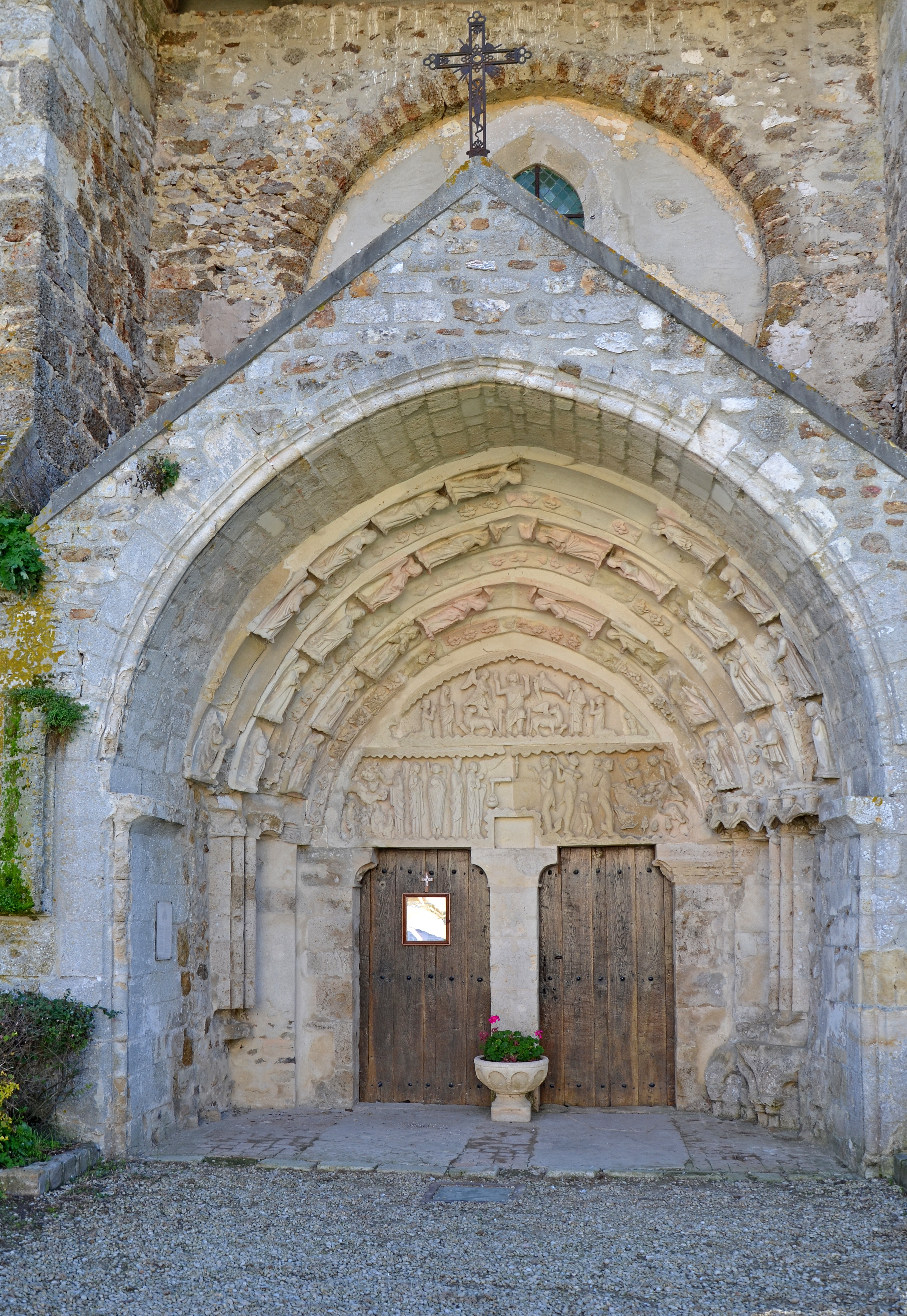
Porche
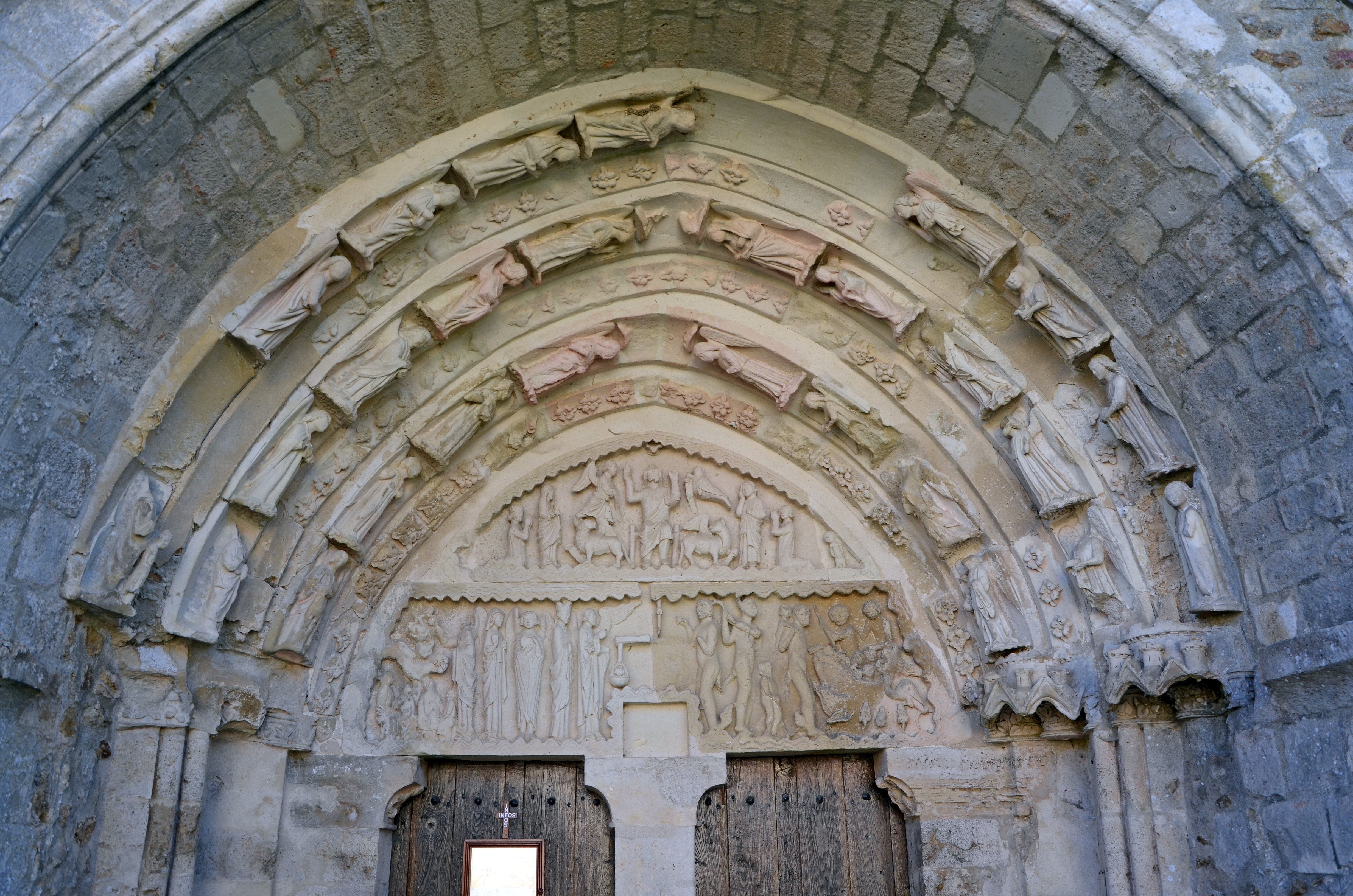
Tympan
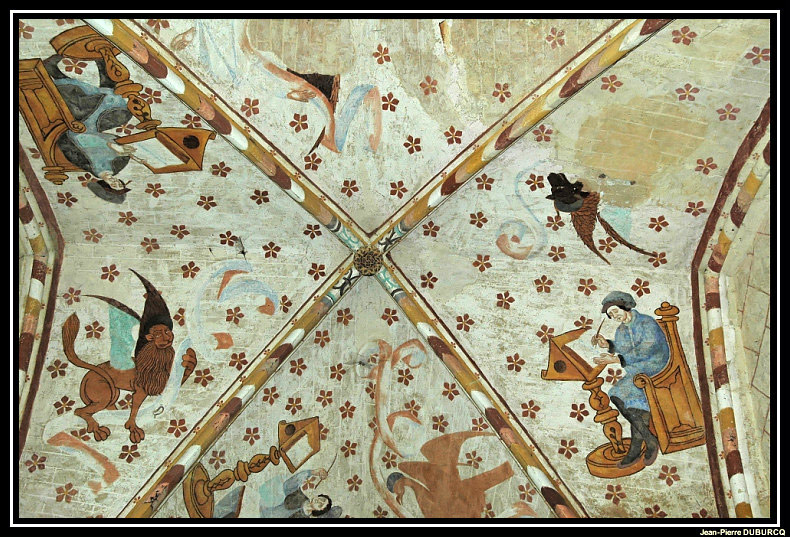
Plafond peint à l'époque gothique.